# Rapaxavis
Rapaxavis – wymarły rodzaj ptaka z podgromady Enantiornithes. Jego skamieniałości wydobyto z dolnokredowych osadów formacji Jiufotang w Liaoning w Chińskiej Republice Ludowej, datowanych na ok. 110 mln lat. Holotypem jest niemal kompletny szkielet niewielkiego, prawie dorosłego ptaka (DNHM D2522). Cechował się on bardzo długim dziobem, stanowiącym ponad 60% długości czaszki, uzębionym tylko w przedniej części. Miał stosunkowo długie uda (kość udowa mierzyła 80% długości tibiotarsus). Dalsze (dystalne) kości nastopka zrastały się, tworząc „nasadkę” na kości śródstopia (tarsal cap), co było uznawane za cechę charakterystyczną dla grupy Sauriurae, obecnie niewyróżnianej. Nogi zakończone były zakrzywionymi pazurami pokrytymi długimi pochwami rogowymi. W obręczy barkowej opisano obecność dwóch enigmatycznych skostnień nieznanych u pozostałych enantiornitów z wyjątkiem Concornis. O'Connor i in. (2011) określili je jako kości „parakrucze” (paracoracoideum). W kończynie przedniej nie odnaleziono śladów pazurów, co jest cechą nietypową dla Enantiornithes.
Rapaxavis należał do Longipterygidae – jednej z najbardziej różnorodnych grup w obrębie Enantiornithes. Jego najbliższym krewnym prawdopodobnie był nieco młodszy geologicznie Longirostravis. Proporcje paliczków sugerują, że palce Rapaxavis były przystosowane do chwytania gałęzi, prawdopodobnie ptak ten prowadził więc nadrzewny tryb życia.